# أزور ديف أوبس سيرفر
أزور ديف أوبس سيرفر (بالإنجليزية: Team Foundation Server)‏ هو برنامج أصدرته شركة مايكروسوفت لإدارة مصادر البرمجيات وكذلك إدارة بُنَى البرمجيات وتتبع عناصر العمل والتخطيط وإدارة المشاريع في مجال المعلوماتية وتحليل الأداء.
وهو يهدف أساسا إلى زيادة إنتاجية المطورين ، الذين يجب عليهم استخدام مجموعة فِيِزيُلْ ستوديو تيم سيستم (Visual Studio Team System Suite).

## وصلات خارجية
- الموقع الرسمي